# 人民党 (波兰)
人民党（波蘭語：Stronnictwo Ludowe）是波兰第二共和国的政党。1931年—1945年间活跃于波兰政治。其是农业民粹主义政党，主要支持力量来自农村。
1931年，该党由其他三个较小的且都以农民为基础的政党合并而成，这三个党分別是中右翼的波兰人民党“皮雅斯特”、中左翼的波兰人民党“解放”和左翼的农民党。
第二次世界大战期间，该党参加波兰抵抗运动。二战结束后，文岑蒂·維托斯领导人民党支持波兰流亡总理斯坦尼斯瓦夫·米科瓦伊奇克。 
不久，该党内部的亲波兰工人党派系分裂出去，另立波兰人民党“新解放”，而继续忠于米科瓦伊奇克的派系则组成波兰人民党。1947年，米科瓦伊奇克领导的波兰人民党在被波兰工人党操控的议会选举中遭遇失败。1949年，波兰人民党和1944年成立的人民党合并为统一人民党。